# Nicklas
Nicklas ist ein männlicher Vorname und Familienname.

## Herkunft und Bedeutung
Nicklas ist eine Variante des Vornamens Niklas, die mehrheitlich insbesondere im schwedischen Sprachraum verbreitet. Die Namen gehen zurück auf Nikolaus, zur Etymologie siehe dort.

## Namensträger

### Vorname
- Nicklas Svale Andersen (* 1991), dänischer Schauspieler
- Nicklas Bäckström (* 1987), schwedischer Eishockeyspieler
- Nicklas Bärkroth (* 1992), schwedischer Fußballspieler
- Nicklas Bendtner (* 1988), dänischer Fußballspieler
- Nicklas Bergh (* 1982), schwedischer Fußballtorhüter
- Nicklas Carlsson (* 1979), schwedischer Fußballspieler
- Nicklas Grossmann (* 1985), schwedischer Eishockeyspieler
- Nicklas Grundsten (* 1983), schwedischer Handballspieler
- Nicklas Kulti (* 1971), schwedischer Tennisspieler
- Nicklas Lidström (* 1970), schwedischer Eishockeyspieler
- Nicklas Pedersen (* 1987), dänischer Fußballspieler
- Nicklas Kappe (* 1996), deutscher Politiker (CDU), Mitglied des Bundestages
- Nicklas Shipnoski (* 1998), deutscher Fußballspieler

### Familienname
- Ernst August Nicklas (1916–1977), deutscher Schriftsteller
- Georg Nicklas, deutscher Tischtennisspieler und Unternehmer
- Kathrin Nicklas (* vmtl. 1960), deutsche Fußballspielerin
- Pascal Nicklas (* 1965), deutscher Schriftsteller, Journalist und Literaturwissenschaftler
- Thomas Nicklas (* 1967), deutscher Neuzeithistoriker
- Tobias Nicklas (* 1967), deutscher katholischer Theologe und Professor für Exegese und Hermeneutik des Neuen Testaments an der Universität Regensburg